# روزاريو كاستيلانوس
روزاريو كاستيلانوس فيغيروا Rosario Castellanos ؛ من مواليد 25 مايو 1925 -توفي في 7 أغسطس 1974) كانت شاعرة ومؤلفة مكسيكية.
كانت واحدة من أهم الأدباء المكسيكيين في القرن الماضي. طوال حياتها، كتبت ببلاغة عن قضايا الاضطهاد الثقافي والجنساني، وقد أثر عملها على النظرية النسوية والدراسات الثقافية. على الرغم من أنها توفيت في سن مبكرة، فتحت باب الأدب المكسيكي للنساء، وتركت إرثا لا يزال يتردد صداه اليوم.

## السيرة الداتية
ولدت في مكسيكو سيتي، وترعرعت في كوميتان بالقرب من مزرعة عائلتها في ولاية تشياباس الجنوبية
تغيرت حظوظ الأسرة فجأة عندما أصدر الرئيس لازارو كارديناسLázaro Cárdenas سياسة الإصلاح الزراعي وسياسة تحرير الفلاحين التي جردت الكثير من ممتلكاتهم من الأراضي. في الخامسة عشر، انتقلت كاستيلانوس ووالديها إلى مكسيكو سيتي. وبعد عام واحد، كان والداها ميتين وتركت لتخوض غمار الحياة بنفسها.
علي الرغم من انها ظلت انطوائية، انضمت إلى مجموعه من المفكرين المكسيكيين وأمريكا الوسطي، وقرأت علي نطاق واسع، وبدأت في الكتابة. ودرست الفلسفة والآداب في الجامعة الوطنية National Autonomous University of Mexico، وانضمت إلى المعهد الوطني للسكان الأصليين، وكتبت مخطوطات لعروض الدمى التي نظمت في المناطق الفقيرة للترويج لمحو الأميه. ومن سخريه الأقدار ان المعهد أسسه الرئيس كارديناس الذي أخذ ارض أسرتها. وكتبت أيضا عمودا أسبوعيا لصحيفة " Excélsior.".
تزوجت ريكاردو غويرا، أستاذا للفلسفة، في عام 1958. وكانت ولادة ابنها جبرائيل في عام 1961 لحظة مهمة في حياة كاستيلانوس؛ قبل ولادته، عانت من الاكتئاب بعد عدة حالات إجهاض.
وقد تميزت حياتها الشخصية بزواجها الصعب والاكتئاب المستمر، لكنها كرست جزءا كبيرا من عملها وطاقتها للدفاع عن حقوق المرأة، والتي تذكر على أنها رمزا للنسوية الأمريكية اللاتينية.
وبالإضافة إلى عملها الأدبي، تقلدت كاستيلانوس عدة مناصب حكومية. واعترافا بمساهمتها في الأدب المكسيكي، عينت كاستيلانوس سفيرا لدى إسرائيل في عام 1971.
طوال حياتها المهنية، كتب كاستلانوس الشعر والمقالات ونشرت ثلاث روايات: السيرة الذاتية Balún Canán و Oficio de tinieblas التي تصور انتفاضة تزوتزيلTzotzil سكان أصليين في تشياباس التي وقعت في القرن 19th. ورغم كون كاستيلانوس من المهاجرين، وليست من السكان الأصليين، فانها تبدي قدرا كبيرا من القلق والتفهم لمحنه الشعوب الاصليه.
Ciudad Real هو مجموعة من القصص القصيرة التي نشرت في عام 1960. التركيز الرئيسي لكاستيلانوس في هذه القصص القصيرة هي الاختلافات بين المجموعات المتميزة، وهي البيض والسكان الأصليين، ولكنها تعالج أيضا الاختلافات بين الرجال والنساء. التواصل هو موضوع مهم في عمل كاستيلانوس، وCiudad Real يظهر التوتر بين السكان الأصليين من التشياباس والمكسيك والبيض، الذين لا يستطيعون التواصل مع بعضهم البعض، وبعد ذلك لا يثقون ببعضهم البعض لأنهم لا يتكلمون نفس اللغة. هذه مواضيع متكررة في هذه المجموعة، جنبا إلى جنب مع مواضيع من الناس الوحيدين والمهمشين.

## أعمالها

### روايات
- Balún Canán, México: Fondo de Cultura Económica, 1957
- Oficio de tinieblas, México: Joaquín Mortiz, 1962؛[5]
- Rito de iniciación, México: Alfaguara, 1996

### قصص
- Ciudad real, Xalapa: Universidad Veracruzana, 1960
- Los convidados de agosto, México: Era, 1964؛[6]
- Álbum de familia, México: Joaquín Mortiz, 1971

### شعر
- Trayectoria del polvo, México: Costa-Amic, 1948,
- Apuntes para una declaración de fe, México: Secretaría de Educación Pública, 1948,
- De la vigilia estéril, México: Ediciones de "América", 1950,
- El rescate del mundo, Tuxtla Gutiérrez, Chiapas: Gobierno del Estado de Chiapas, Departamento de Prensa y Turismo, 1952,
- Presentación al templo: poemas (Madrid, 1951), México: América revista antológica, 1952,
- Poemas (1953-1955), México: Metáfora, 1957,
- Al pie de la letra, Xalapa: Universidad Veracruzana, 1959,
- Salomé y Judith: poemas dramáticos, México: Jus, 1959,
- Lívida luz, México: Universidad Nacional Autónoma de México, 1960,
- Materia memorable, México: Universidad Nacional Autónoma de México, 1960,
- Poesía no eres tú: obra poética, 1948-1971, México: Fondo de Cultura Económica, 1972

### مجموعات
- El uso de la palabra, México: Excélsior, 1994,
- Mujer de palabras: Artículos rescatados de Rosario Castellanos, México: Consejo Nacional para la Cultura y las Artes, 2004,

### مسرح
- Tablero de damas, pieza en un acto, México: América, revista antológica, 1952,
- El eterno femenino: Farsa, México: Fondo de Cultura Económica, 1975

### مؤلفات أخرى
- Cartas a Ricardo, México: Consejo Nacional para la Cultura y las Artes, 1994
- Sobre cultura femenina, México: América, revista antológica, 1950,
- La novela mexicana contemporánea y su valor testimonial, México: Instituto Nacional de la Juventud, 1960,
- Mujer que sabe latín..., México: Secretaría de Educación Pública, 1973,
- El mar y sus pescaditos, México: Secretaría de Educación Pública, 1975,
- Declaración de fe. Reflexiones sobre la situación de la mujer en México, México: Alfaguara, 1997,

## وصلات خارجية
- روزاريو كاستيلانوس على موقع IMDb (الإنجليزية)
- روزاريو كاستيلانوس على موقع الموسوعة البريطانية (الإنجليزية)
- روزاريو كاستيلانوس على موقع قاعدة بيانات الفيلم (الإنجليزية)